# Caverna de Kapova

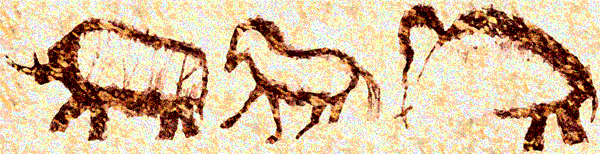
Figuras da "Sala das Pinturas" de Kapova

A caverna de Kapova e uma gruta situada nos montes Urais, na Rússia, que contém pinturas rupestres, classificadas dentro do período Magdaleniano da cultura de Paleolítico Superior.

## Situação
Denominada também Chulgan Tache, a caverna fica na zona sul dos montes Urais, na região de Bashkiria, no distrito de Belorestk.

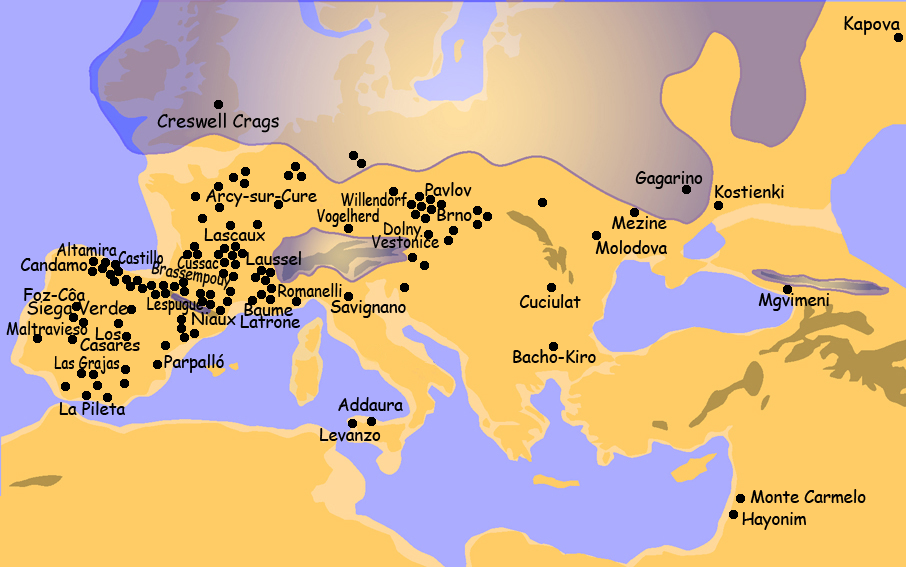
Localização de Kapova no extremo oriente europeu. Muitos dos locais assinalados no mapa só forneceram arte móvel

## Arte
Descoberta no final da década de 1950, foi estudada por Otto N. Bader. A sua descoberta constituiu um fato importantíssimo para a história da arte paleolítica, porque na Europa, salvo na Península Ibérica, Itália e França, não se conhecia nenhuma gruta com decoração.
Tanto pelo estilo como pela temática, Kapova mostrou estar aparentada com as cavernas e abrigos ocidentais. Com pinturas em ocre representando mamutes, cavalos, bisãos e rinocerontes, fauna conhecida em outros murais rupestres. Há também figuras humanas.
Por razões estilísticas, algumas das figuras foram classificadas como similares às do Magdaleniano. Cronologicamente remonta à 14000 a.C.
Embora pouco conhecida fora da Rússia, esta gruta constitui uma etapa mais que testemunha as relações entre a cultura do Paleolítico Superior europeu-ocidental e Ásia Central, onde os sítios arqueológicos do rio Angara e as proximidades do lago Baikal (Mal'ta, Buret e Krasnii Iar) mostram também afinidades no instrumental e a sua arte móvel.
Porém Kapova não está isolada, pois nas suas proximidades foi descoberta a Caverna de Ignatievka, também ornamentada.